# 仲俁汐里
仲俣汐里（日语：仲俣 汐里，1992年7月25日—），日本女歌手，女子團體AKB48前成員。出身東京都，瑞士出生。
仲俁在AKB48擔任研究生期間，一邊工作並成功考上早稻田大學政治經濟學部，因此常被稱呼是團中學業最優秀的成員。而在考上早稻田大學的當天，收到AKB總製作人秋元康的通知，同時升格正式成員作為獎勵，成為一時佳話。在離開演藝圈之前，原本隸屬於經紀公司渡边娱乐。

## 來歷
2010年
- 3月參加AKB48第七回研究生（10期生）合格，成為研究生候選人。
- 6月12日、第4回选拔審査合格，成為研究生。
- 6月19日、『TeamB 5th Stage「劇場的女神」』公演作为北原里英的代役在AKB48剧场AKB48劇場公演出道[1]。
- 9月30日、第5回选拔審査合格。

2011年
- 2月12日、Team研究生公演中发布被早稲田大学政治經濟学部合格（附屬學校的内部推薦）[2]。
- 6月6日於東京拱頂之城·稜鏡亭開催的『「見逃した君たちへ」〜AKB48グループ全公演〜』・向日葵组 1st Stage「我的太阳」公演中發表新成立的Team 4[3]。
- 8月24日舉行的『AKB48 in TOKYO DOME 〜1830mの夢〜』初日公演，發表因Team4的解體而調動到Team A。

2013年
- 9月9日  生诞公演宣布畢業。
- 9月15日 畢業公演。
- 9月23日 最終劇場盤握手會。

## 人物
- 性格很自我步调。
- 特技是能记得住人的脸及其姓名[4]。
- 擅长与人交往，缺点是有时会发呆[5]。
- 兴趣是吃完饭以后散步[4]。
- 喜欢吃的东西是腌咸菜、小沙丁鱼。喜欢把没有加添加调料的海苔当零食吃。没有什么特别不喜欢吃的。
- 跟AKB48 Team B成员佐藤夏希是同一个中学出身[1]。
- 擅长的科目是数学[6]。
- 擅長模仿之前同隊(Team 4)的成員市川美織，本人表示跟みおり(市川美織的暱稱)感情很好，所以不知不覺就學會她的說話方式。
- 擅長於化妝技巧，在周刊AKB的幕後特典曾說過，自己相當注重眼睫毛的保養
- 本人表示跟みおり(市川美織的暱稱)感情很好，但不知道對方是怎麼想的。(但其實後來市川美織跟仲俁汐里感情很好，在仲俁汐里宣布畢業時，市川美織在Google+寫到:すごく悲しいです(真是令人感到悲傷)可見市川美織與仲俁汐里感情相當好)
- 本人表示想跟搞笑藝人一起上節目，雖然不會搞笑但還是想跟搞笑藝人一起錄影
- 為了完成學業而選擇離開AKB48。

### AKB48関連
- 因为喜欢板野友美和AKB48而参加甄选[6]。
- 是10期生里最年长的成员，從2010年12月8日起直至被宣佈决定升格之前甚至是全体研究生里最年长的[7]。AKB48剧场支配人户贺崎智信在谈到其甄选合格的原因时称：“队伍里如果领导的人不好的话，队伍就很难团结起来。因此出于想做队长候补的想法而让她合格入围[4]。
- 在考上早稻田大学之前，为了兼顾学业及AKB公演，每天的睡眠时间削减至3个小时，作为AKB48的研究生的半年间参加公演场次超过了140场，为研究生中最多[8]。

## AKB48參加歌曲演出

### 單曲CD選抜曲
「Under Girls」名義
- 人的力量

Under Girls 薔薇組名義
- Vamos

「Team研究生」名義
- 水果‧雪
- 黃金Center
- Anti

Team4+研究生名義
- 我們的花蕾

### 劇場公演單曲
研究生「劇場的女神」公演
1. 男更衣室

TeamB 5th Stage「劇場的女神」公演
1. 男更衣室

※北原里英的代演
TeamA 6th Stage「目擊者」公演
1. 迷你裙的妖精（前座Girl）
2. 燃燒路線※

※指原莉乃的代演
TeamK 6th Stage「RESET」公演
1. 檸檬的年紀（前座Girl）
2. 制服的抵抗※

※板野友美的代演
Team4 1st Stage「我的太阳」公演
1. 向日葵

## 出演

### 電視劇
- 馬路須加學園2 第8話 - 最終話（2011年6月3日 - 7月1日、東京電視台） - 飾 仲俣

### 綜藝節目
- AKBINGO!（2011年1月5日・2月9日 - 23日・3月9日、日本電視台）
- 周刊AKB（2011年3月25日・4月1日、東京電視台）
- 有吉AKB共和国（2011年4月7日、TBS電視台）
- AKB48神TVSeason7（2011年8月21日・28日、家庭劇場）

## 外部連結
- AKB48官方網站成員介紹頁（日語）
- 渡邊娛樂官方資料（日語）
- 仲俣汐里官方部落格（日語）